# Wojciech Rychlewicz

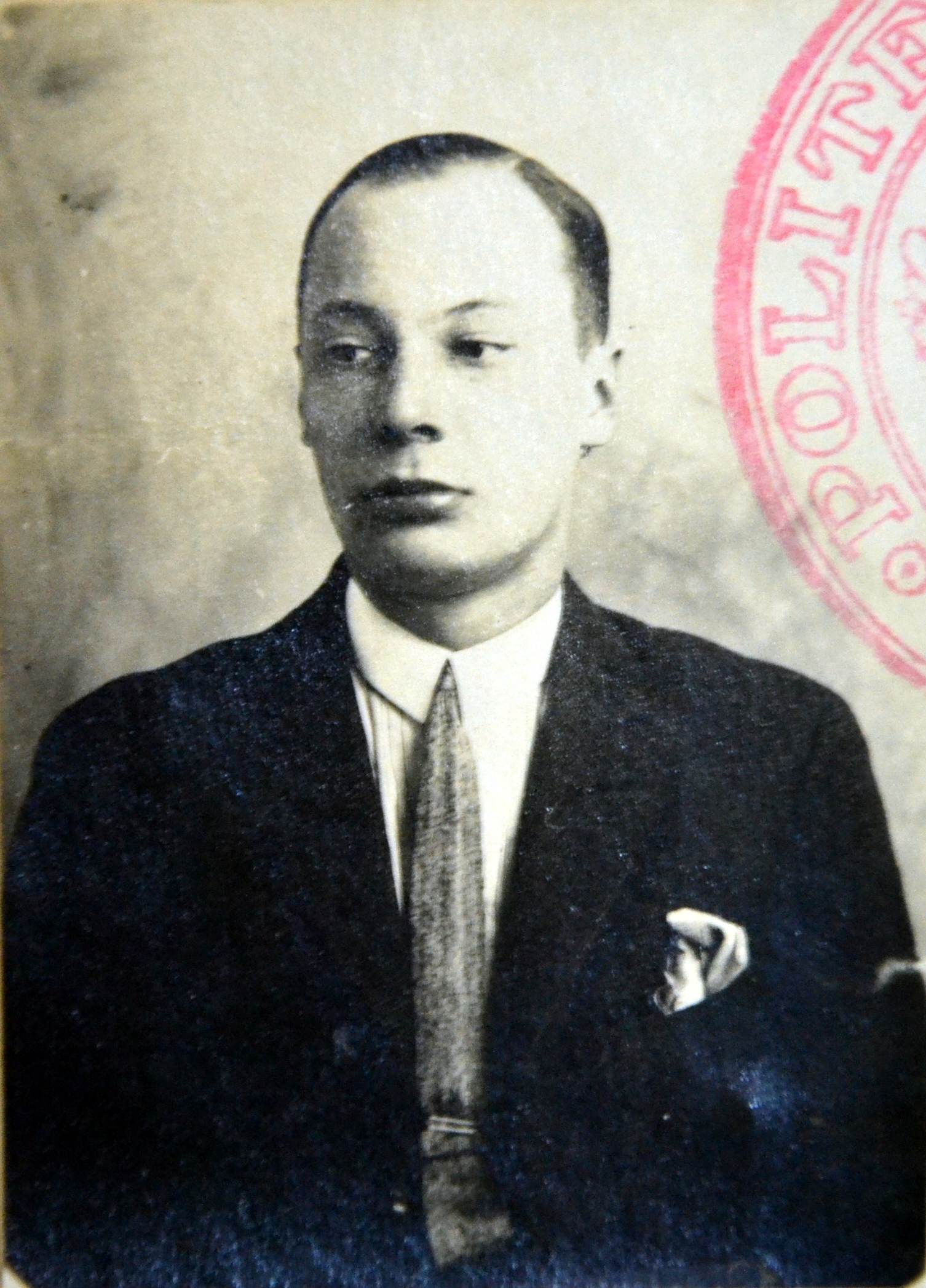
Wojciech Rychlewicz 1925

Wojciech Rychlewicz (* 24. Juni 1903 in Mielnikowce, Gouvernement Podolien; † 8. Dezember 1964 in London) war ein polnischer Diplomat. Von 1937 bis 1941 leitete er das polnische Generalkonsulat in Istanbul. Während des Zweiten Weltkriegs war er an der Ausstellung falscher Dokumente beteiligt, mit denen polnische Juden in sichere Länder reisen konnten.

## Leben
Rychlewicz entstammte einer adligen Familie aus Podolien. Nachdem er als Siebzehnjähriger am Polnisch–Sowjetischen Krieg teilgenommen hatte, ließ er sich in Wilna nieder, wo er seine Schule abschloss. Er studierte von 1924 bis 1926 am Polytechnikum Warschau Wasserbau und von 1926 bis 1931 an der Höheren Handelsschule.
Nach seinem Abschluss trat er in den polnischen diplomatischen Dienst ein. Ab dem 1. März 1936 arbeitete er im polnischen Generalkonsulat in Istanbul; ab 1. Juli 1937 als Kulturattaché und vom 1. April 1939 bis 1. April 1941 als Leiter des Konsulats. Im Juni 1938 wurde er mit dem Silbernen Verdienstkreuz für Verdienste um den Staat ausgezeichnet. Während seiner Tätigkeit auf dem Posten in der Türkei war er auch Mitarbeiter des polnischen Militärgeheimdienstes. Als „Gazi“–Agent (türkisch für „Herrscher“) erstellte er Berichte über sowjetische und deutsche Aktivitäten in der Türkei und im Nahen Osten. Im September 1939 war er am Schmuggel von 75 Tonnen Gold aus der Bank von Polen über Rumänien und die Türkei nach Frankreich beteiligt. Ab 1940 stellte Rychlewicz jüdischen Polen Dokumente aus, in denen sie als katholische Polen ausgewiesen waren. Dies ermöglichte es ihnen, nach Palästina, Britisch-Zypern und in mehrere nord- und südamerikanische Länder zu reisen und so dem Holocaust zu entkommen. Rychlewicz handelte dabei im Einvernehmen mit der polnischen Exilregierung.
Nach seiner Tätigkeit im diplomatischen Dienst schloss er sich der Anders-Armee an. Er beendete seine Laufbahn als Unterleutnant in Wien, wo er polnische Flüchtlinge unterstützte. 1946 zog er nach London, wo er 1964 starb. Er ist auf dem Londoner Friedhof Sheen bestattet.